# Campeonato Mundial de Luge de 1961
O Campeonato Mundial de Luge de 1961 foi a 6ª edição da competição e foi disputada entre os dias 28 e 29 de janeiro em Girenbad, Suíça.

## Medalhistas
| Evento                        | Ouro                                     | Prata                                      | Bronze                                      |
| Individual masculino detalhes | POL Jerzy Wojnar                         | FRG Hans Plenk                             | AUT Reinhold Senn                           |
| Individual feminino detalhes  | SUI Elisabeth Nagele                     | FRG Marianne Winkler                       | AUT Helene Thurner                          |
| Duplas detalhes               | ITA Itália Giorgio Pichler Enrico Prinot | ITA Itália Giorgio Moroder Raimondo Prinot | AUT Áustria Josef Feistmantl Ludwig Gassner |

## Quadro de medalhas
| Ordem | País               |   |   |   |   |
| 1     | Itália             | 1 | 1 |   | 2 |
| 2     | Polónia            | 1 |   |   | 1 |
| 2     | Suíça              | 1 |   |   | 1 |
| 4     | Alemanha Ocidental |   | 2 |   | 2 |
| 5     | Áustria            |   |   | 3 | 3 |